# カス太陽熱発電所
カス太陽熱発電所（カスたいようねつはつでんしょ、英語: Kathu Solar Park）は、南アフリカ共和国北ケープ州に設置されている太陽熱発電所。

## 施設
カス太陽熱発電所の敷地面積は約8 km2で、ここにパラボラトラフ式集光器を並べることで、太陽光を集めて熱源としている。出力は100 MWである

。
さらに溶融塩を用いた蓄熱装置も備えており、充分に蓄熱されていれば、その熱だけで最大出力で4時間半にわたって発電機を稼動できる。

## 歴史
カス太陽熱発電所は2016年5月に建設が開始された。建設は、アクシオナ社とSENER社の企業共同体によって行われた

。
当初は2018年9月に開業する予定だったものの、実際に運転を開始したのは2019年1月30日である。